# Бурбин, Андрей Анатольевич
Андрей Анатольевич Бурбин (род.18 февраля 1968, с. Подвислово, Рязанская область) — российский военачальник, Заместитель командующего Ракетными войсками стратегического назначения Российской Федерации, генерал-лейтенант.

## Биография
Бурбин Андрей Анатольевич родился 18 февраля 1968 года в селе Подвислово Рязанской области. На военной службе с 1985 года. В 1990 году закончил Серпуховское высшее военное командное инженерное училище.
С 1990 по 2006 годы служил на различных должностях в войсковых частях 14-й ракетной Киевско-Житомирской ордена Кутузова дивизии 27-й гвардейской ракетной армии (г. Йошкар-Ола) расположенных в Республике Марий Эл. После этого получил назначение в Ивановскую область, где в течение двух лет служил в должности заместителя командира войсковой части. В 2005 году заочно окончил Военную академию имени Петра Великого.
В 2006—2007 гг. — командир 697 ракетного полка.
В 2007—2011 гг. — начальник штаба — заместитель командира 54-й гвардейской ракетной дивизии 27-й гвардейской ракетной армии (Тейково-6).
В 2011—2013 гг. — командир 7-й гвардейской ракетной Режицкой Краснознаменной дивизии 27-й гвардейской ракетной армии (Озёрный (Выползово, Бологое-4)).
В 2013—2014 гг. — командир 14-й ракетной Киевско-Житомирской ордена Кутузова дивизии 27-й гвардейской ракетной армии (Йошкар-Ола).
В 2014—2016 гг. — слушатель факультета национальной безопасности и обороны государства Военной академии Генерального штаба Вооружённых сил Российской Федерации.
В 2016—2019 гг. — начальник штаба — первый заместитель командующего 27-й гвардейской ракетной армии (г. Владимир).
В 2019—2021 гг. — командующий 27-й гвардейской ракетной армии (г. Владимир). По итогам 2020 года Владимирское ракетное объединение под командованием генерал-лейтенанта Бурбина стало лучшим в Ракетных войсках стратегического назначения.
С января 2021 года — заместитель командующего Ракетными войсками стратегического назначения Российской Федерации.
Возглавлял специальную комиссию Министерства обороны Российской Федерации, занимавшуюся расследованием коррупционного скандала, связанного с начальником Военной академии РВСН имени Петра Великого генерал-майором Михолапом Леонидом Александровичем, которому в 2021 году было предъявлено обвинение и возбуждено уголовное дело по факту преступления, предусмотренного ч. 4 ст.159 УК РФ — «Мошенничество в особо крупном размере». Представители вуза утверждают, что с 2019 года они неоднократно пытались привлечь внимание профильных ведомств к сборам денег. Как рассказали обратившиеся в редакцию сотрудники, сбор денег проводили руководители кафедр и начальники научных подразделений академии. Своим подчинённым они объясняли, что это якобы распоряжение главы вуза. По их словам, «квартальный план» для каждого подразделения ракетной академии назначался в зависимости от выделяемого премиального фонда, и в течение года эти суммы менялись.
“Руководители подразделений выбирали несколько сотрудников, им начислялись повышенные премии — от 30 до 80 тысяч рублей. При этом, сотрудникам заранее указывали, сколько денег нужно будет вернуть. Как правило, возвращать приходилось от 50 до 90% от премии. Остальной персонал, для создания видимости социальной справедливости, премировали в размере от 3 до 5 тысяч рублей”

## Награды
- Орден «За военные заслуги»
- Медаль ордена «За заслуги перед Отечеством» 2 степени
- Юбилейная медаль «70 лет Вооружённых Сил СССР»
- Медаль «За воинскую доблесть» 2 степени
- Медаль «За отличие в военной службе» 1, 2 и 3 степеней
- Медаль «За участие в военном параде в День Победы»
- Знак отличия «За службу в Ракетных войсках стратегического назначения»
- Знак отличия «Главный маршала артиллерии Неделин»
- Медаль 200 лет Внутренним войскам МВД